# 黃勵 (南漢)
黃勵，五代十国南汉官员。
大有末年，黄勵担任祯州刺史。南汉高祖严刑峻法，黄勵棄官，入羅浮山，在水簾洞左築書院而居。很久之后，听说雲華野人之名，自號黄野人。有修道之人传授丹法，修煉得道，穿黄衣，系皁絛，腰懸玉瓢，遇病人施藥，他居住的地方叫书堂坑。相传宋高宗時，黄勵还健在。紹興年间，封真達先生。大觀年间，魚肉道人，兩手攣縮、瘖哑，遇到異人，给他一粒藥，吃了之后，能言語、動作，知隱匿之事。又遇到武當山孫垣先生，对他说：“羅浮山黄野人，五代時棄官學道，应该去拜见。”魚肉道人至羅浮山，攀藤上崖，見野人踞坐，下拜后拱立。野人说：“孺子可教。”给他魚肉，道人从此能吃生肉。